# Río Valdivia (vattendrag i Chile)
Río Valdivia är ett vattendrag  i Chile.   Det är belägen i regionen Región de Los Ríos, i den södra delen av landet, 700 km söder om huvudstaden Santiago de Chile. Vattendraget rinner upp i Rio Calle Calle och mynnar ut i Bahia Coral i Stilla havet.  
I omgivningen kring Río Valdivia växer i huvudsak städsegrön lövskog och området är det ganska tätbefolkat, med 166 invånare per kvadratkilometer.